# Harold Offeh
Harold Offeh (Ghana, 1977) è un artista ghanese.

## Carriera
Ha studiato Belle Arti alla Brighton University e Fotografia per le Belle Arti al Royal College of Art di Londra.
I suoi video e le sue performance interrogano il tema della rappresentazione e dell'identità, attraverso i riferimenti culturali famigliari nei film, nelle canzoni e nell'arte.
Il suo lavoro è stato esposto ampiamente sia in Gran Bretagna che all'estero.
Tra le sedi espositive si ricorda East International, Norwich; Ghosting, Aspex Gallery, Portsmouth; Angel Row Gallery, Nottingham e Chapter Arts Centre, Cardiff; Espaco Bananeiras, Rio de Janeiro in Brasile e il Metropolis Rise, CQL Design Center a Shanghai in Cina.
Il suo recente progetto curatoriale include inoltre la Collezione principale della South London Gallery.
È attualmente un artista associato di Artsadmin.
Vive e lavora a Londra.